# Rotación solar
El valor de la rotación solar varía con la latitud debido a que el Sol está compuesto por plasma gaseoso. La razón por la que las masas situadas en diferentes latitudes giran en diferentes períodos es desconocida. Se observa que la tasa de movimiento de rotación de la superficie es más rápida en el ecuador solar (latitud φ = 0 °) y disminuye a medida que aumenta la latitud. El período de rotación solar es de algo más  de 25 días en el ecuador y de más de 35 días en latitudes polares. Normalmente se utiliza como valor promedio para la rotación sinódica del Sol 27,26 días, que corresponde con una rotación de Carrington.

## Ecuación de la rotación de la superficie solar
La tasa de rotación diferencial generalmente se describe mediante la ecuación:
{\displaystyle \omega =A+B\,\sin ^{2}(\varphi )+C\,\sin ^{4}(\varphi )}
donde ω es la velocidad angular en grados por día, φ es la latitud solar y A, B y C son constantes. Los valores de A, B y C difieren según las técnicas utilizadas para realizar la medición, así como el período de tiempo estudiado.
Un conjunto actual de valores promedio aceptados es:
A = 14.713 ± 0.0491 °/día
B = -2.396 ± 0.188 °/día
C = -1.787 ± 0.253 °/día

## Rotación sideral
En el ecuador, el período de rotación solar es de 24,47 días. Es conocido como el período de rotación sideral, y no debe confundirse con el período de rotación período orbital de 26,24 días, que es el tiempo necesario para que un determinado elemento localizado sobre la superficie del Sol gire a la misma posición aparente vista desde Tierra. El período sinódico es más largo porque el Sol debe rotar durante un período sideral más una cantidad adicional debido al movimiento orbital de la Tierra alrededor del Sol. Téngase en cuenta que la literatura astrofísica no suele utilizar el período de rotación ecuatorial, sino que a menudo utiliza la definición de la rotación de Carrington: un período de rotación sinódica de 27,2753 días (o un período sidéreo de 25,38 días). Este período elegido corresponde aproximadamente a la rotación en una latitud de 26 grados, que es consistente con la latitud típica de las manchas solares y la correspondiente actividad solar periódica. Cuando el Sol es visto desde el "norte" (considerando el polo norte de la Tierra apuntando hacia arriba), la rotación solar es en sentido antihorario. Para una persona situada en el polo norte de la Tierra, las manchas solares parecen moverse de izquierda a derecha a través de la superficie del Sol.

### Número de rotación de Bartels
El número de Rotación de Bartels es un recuento en serie que numera las rotaciones aparentes del Sol visto desde la Tierra, y se usa para rastrear ciertos patrones recurrentes o cambiantes de la actividad solar. Para este propósito, cada rotación tiene una longitud de exactamente 27 días, cerca de la velocidad de rotación sinódica de Carrington. Julius Bartels asignó el conteo de la rotación solar arbitrariamente a un día, el 8 de febrero de 1832. El número de serie sirve como una especie de calendario para marcar los períodos de recurrencia de los parámetros solares y geofísicos.

### Rotación de Carrington
La rotación de Carrington es un sistema para comparar ubicaciones en el Sol durante un período de tiempo, lo que permite el seguimiento de grupos de manchas solares o el seguimiento de la reaparición de erupciones en un momento posterior.
Debido a que la rotación solar es variable con la latitud, la profundidad y el tiempo, cualquier sistema de este tipo es necesariamente arbitrario y solo permite que la comparación sea precisa durante períodos moderados de tiempo. La rotación solar se toma arbitrariamente como 27,2753 días para la rotación de Carrington. A cada rotación del Sol bajo este esquema se le asigna un número único llamado Número de rotación de Carrington, que comienza el 9 de noviembre de 1853. (El Número de rotación de Bartels es un esquema de numeración similar que utiliza un período de exactamente 27 días y comienza el 8 de febrero de 1832.)
La longitud heliográfica de un determinado elemento de la superficie solar se refiere convencionalmente a su distancia angular con respecto al meridiano central, es decir, la que define la línea Sol-Tierra.
La "longitud de Carrington" de la misma característica se refiere a un punto de referencia arbitrario fijo de una rotación rígida imaginaria, como fue definida originalmente por Carrington.
Carrington determinó la tasa de rotación de las manchas solares de baja latitud en la década de 1850 y llegó a 25,38 días para el período de rotación sideral. La rotación sideral se mide en relación con las estrellas, pero debido a que la Tierra está en órbita alrededor del Sol, este período mide 27,2753 días.
Es posible construir un diagrama con la longitud de las manchas solares horizontal y verticalmente. La longitud se mide por el tiempo que tardan en cruzar el meridiano central y según las rotaciones de Carrington. En cada rotación, trazada debajo de las anteriores, la mayoría de las manchas solares u otros fenómenos volverán a aparecer directamente debajo del mismo fenómeno en la rotación anterior. Puede haber ligeras derivas hacia la izquierda o hacia la derecha durante periodos de tiempo más largos.
El "diagrama musical" de Bartels o el diagrama en espiral de Condegram son otras técnicas para expresar la periodicidad aproximada de 27 días de varios fenómenos que se originan en la superficie solar.

## Uso de las manchas solares para medir la rotación
Las constantes de rotación se han medido midiendo el movimiento de varios elementos característicos ("trazadores") de la superficie solar. Los primeros y más usados rastreadores son las manchas solares. Aunque las manchas solares se habían observado desde la antigüedad, solo cuando el telescopio comenzó a usarse se pudo determinar que giraban con el Sol, y así se pudo definir el período de rotación solar. El erudito inglés Thomas Harriot fue probablemente el primero en observar las manchas solares de forma telescópica, como lo demuestra un dibujo en su cuaderno del 8 de diciembre de 1610. Las primeras observaciones publicadas (junio de 1611) tituladas "De Maculis in Sole Observatis, et Apparente earum cum Sole Conversione Narratio"("Narración de los puntos observados en el Sol y su aparente rotación con el Sol") fueron hechas por Johannes Fabricius, que había estado observando sistemáticamente las manchas solares durante algunos meses y también había notado su movimiento a través del disco solar. Esto se puede considerar como la primera evidencia observacional de la rotación solar. Christoph Scheiner ("Rosa Ursine sive solis", libro 4, parte 2, 1630) fue el primero en medir la velocidad de rotación ecuatorial del Sol y notó que la rotación en latitudes más altas es más lenta, por lo que puede considerarse el descubridor de la rotación solar diferencial.
Cada medición da un valor ligeramente diferente, produciendo las desviaciones estándar anteriores (que se muestran como +/-). Saint John (1918) fue quizás el primero en resumir las tasas de rotación solar publicadas hasta entonces, y concluyó que las diferencias en series medidas en diferentes años difícilmente pueden atribuirse a la observación personal o a perturbaciones locales en el Sol, y probablemente se deben a variaciones en la tasa de rotación, y Hubrecht (1915) fue el primero en encontrar que los dos hemisferios solares rotan de manera diferente. Un estudio de datos magnetográficos mostró un período sinódico de acuerdo con otros estudios de 26,24 días en el ecuador y de casi 38 días en los polos.

## Rotación solar interna

Rotación interna en el Sol, que muestra la rotación diferencial en la región convectiva externa y una rotación casi uniforme en la región radiativa central. La transición entre estas regiones se llama tacoclina.

Hasta la aparición de la heliosismología, el estudio de las oscilaciones de las ondas en el Sol, se sabía muy poco acerca de la rotación interna del Sol. Se pensaba que el perfil diferencial de la superficie se extendía al interior del Sol, como discos giratorios de momento angular constante. A través de la heliosismología, ahora se sabe que este no es el caso y se ha encontrado el perfil interno de rotación del Sol. En la superficie, el Sol gira lentamente en los polos y rápidamente en el ecuador. Este perfil se extiende en líneas aproximadamente radiales a través de la zona de convección hacia el interior. En la tacoclina, la rotación cambia bruscamente a rotación de cuerpo sólido en la zona de radiación.